# Erich Ryneck
Erich Hans Paul Ryneck (* 18. November 1899 in Rixdorf; † 7. April 1976 in Berlin-Steglitz) war ein deutscher Kommunalpolitiker (SPD).

## Leben
Ryneck, der Sohn von Elfriede Ryneck und Emil Ryneck, war Ingenieur. Vor dem Zweiten Weltkrieg war er Korrektor bei der SPD-Zeitung Vorwärts und erhielt 1933 Berufsverbot. Er war mit Erna Bresemann (* 20. Juni 1900) verheiratet, mit der er gemeinsam drei Kinder hatte: Peter (* April 1933), Jutta (* 27. März 1934), die spätere Juristin und Präsidentin des Bundesverfassungsgerichts, und Brigitte (* 15. Februar 1940). In der Zeit des Berufsverbots kümmerte er sich um die Kinder und den Haushalt, während seine Frau als Kellnerin arbeitete, um den Lebensunterhalt der Familie zu finanzieren. Später wurde er in der Rüstungsindustrie dienstverpflichtet.
Am 20. Oktober 1946 fanden in ganz Berlin die ersten demokratischen Wahlen zu den Bezirksvertretungen seit 1933 statt. Als Ergebnis wurde der von der SPD nominierte Erich Ryneck von Dezember 1946 bis Dezember 1948 Bezirksbürgermeister des Bezirks Pankow. Nach dem Krieg besuchte der Sohn Peter die Schulfarm Insel Scharfenberg. Da Ryneck ein Gegner der Vereinigung von SPD und KPD zur SED im April 1946 war, befürchtete er Repressionen und übersiedelte deshalb in den Amerikanischen Sektor nach Berlin-Lichterfelde.